# Adromischus cooperi
Espèce
Classification phylogénétique
Adromischus cooperi est une espèce du genre Adromischus appartenant à la famille des Crassulaceae.
Elle est originaire d'Afrique du Sud.
Elle est dédiée au chirurgien et naturaliste américain James Graham Cooper (1830-1902).

## Description
Source.
Adromischus cooperi est une plante de petite taille (10 cm) presque acaule au port compact. Les feuilles sont fortement charnues et étroites à la base. Elles présentent une particularité qui permet de les identifier : des extrémités ondulées.
En cas d'exposition très ensoleillée, elles présentent des taches de couleur bordeaux ou brun.
C'est une espèce à croissance lente et légèrement arbusive. Elle forme avec le temps (plusieurs années) un ou plusieurs troncs assez massifs. 
Les fleurs sont insignifiantes, de petite taille sur une tige dressée.
Synonymes :
- Cotyledon cooperi (Baker)

## Culture
Source :
.
Plante de culture facile. A besoin d'un fort ensoleillement pour présenter des taches ornementales de couleur sombre sur les feuilles.
Supporte la sécheresse qui a pour conséquence de faire maigrir les feuilles qui regonfleront avec des arrosages.
Se reproduit facilement par bouturage des feuilles en période végétative.
Hivernage en exposition éclairée à une température de l'ordre de 12 °C. A conserver totalement au sec. Dans ce cas elle peut supporter un léger gel (-2 °C). Arrosages copieux en été.